# زیمنیتسا (استان یامبول)
زیمنیتسا (به بلغاری: Zimnitsa) یک منطقهٔ مسکونی در بلغارستان است که در استان یامبول واقع شده‌است.
 زیمنیتسا  ۱٬۸۶۲ نفر جمعیت دارد و ۱۵۳ متر بالاتر از سطح دریا واقع شده‌است.